# Orimarga elongata
Orimarga elongata är en tvåvingeart som beskrevs av Alexander 1943. Orimarga elongata ingår i släktet Orimarga och familjen småharkrankar. Inga underarter finns listade i Catalogue of Life.